# Otites guttata
Otites guttata är en tvåvingeart som först beskrevs av Johann Wilhelm Meigen 1830.  Otites guttata ingår i släktet Otites och familjen fläckflugor. Arten har ej påträffats i Sverige. Inga underarter finns listade i Catalogue of Life.